# Millardia meltada
Millardia meltada  (Gray, 1837) è un roditore della famiglia dei Muridi diffuso nel Subcontinente indiano.

## Descrizione

### Dimensioni
Roditore di medie dimensioni, con la lunghezza della testa e del corpo tra 107 e 154 mm, la lunghezza della coda tra 92 e 136 mm, la lunghezza del piede tra 21 e 29 mm, la lunghezza delle orecchie tra 18 e 24 mm e un peso fino a 55 g.

### Aspetto
La pelliccia è densa, fine e soffice. Le parti superiori sono bruno-grigiastre scure, più chiare lungo i fianchi, mentre le parti ventrali sono bianche.  Le zampe sono biancastre. Le orecchie sono rotonde, moderatamente grandi e finemente ricoperti di piccoli peli. La coda è più corta della testa e del corpo, marrone scuro sopra, bianca sotto. Le femmine hanno 2 paia di mammelle pettorali e 2 paia inguinali. Il cariotipo è 2n=50 FN=57-58.

## Biologia

### Comportamento
È una specie notturna e fossoria. Passa gran parte della giornata nelle loro tane semplici o nei crepacci. I cunicoli non superano mai i 50 cm di profondità

### Alimentazione
Si nutre di semi, foglie e steli di piante coltivate.

### Riproduzione
Nel Rajasthan è stata riscontrata una stagione riproduttiva annuale con picchi in ottobre, con parti di 1-8 piccoli alla volta. Nel resto dell'areale si riproduce tra marzo e ottobre per almeno 2-7 volte, con parti di 1-8 piccoli dopo una gestazione di 20 giorni. Raggiunge la maturità sessuale dopo 3-4,5 mesi.

## Distribuzione e habitat
Questa specie è diffusa nel Subcontinente indiano.
Vive nelle foreste decidue tropicali e sub-tropicali secche, praterie tropicali, coltivazioni irrigate fino a 2.670 metri di altitudine. Si trova spesso in aree agricole, corsi d'acqua e colline rocciose.

## Tassonomia
Sono state riconosciute 3 sottospecie:
- M.m.meltada: Stati indiani del Madhya Pradesh, Bihar occidentale, Jharkhand, Chhattisgarh occidentale, Maharashtra, Andhra Pradesh, Karnataka, Tamil Nadu, Kerala; Sri Lanka.
- M.m.pallidior (Ryley, 1914): Province pakistane del Punjab e Sindh orientali, stati indiani dell'Himachal Pradesh, Uttarakhand, Haryana, Uttar Pradesh, Rajasthan orientale, Gujarat; Nepal meridionale;
- M.m.singuri (Mandal & Ghosh, 1981): Stato indiano del West Bengal centrale.

## Conservazione
La IUCN Red List, considerato il vasto areale, la popolazione numerosa, la presenza in diverse aree protette e la tolleranza al degrado ambientale, classifica M.meltada come specie a rischio minimo (LC).